# Амфион (сын Иасия)
Амфион (др.-греч. Ἀμφίων) — персонаж древнегреческой мифологии. Сын Иаса (Иасия). Родом из Орхомена.
Его дочь Хлорида (дочь Амфиона) замужем за Нелеем (в ряде источников он смешивается с носившим то же имя царём Фив, а его дочь называется одной из Ниобид). Пелоп, выдав свою сестру замуж за Амфиона, основал в Элиде города Левктр, Харадру и Фаламы, приведя колонистов из Беотии.